# Jesús Alturo i Perucho
Jesús Alturo i Perucho (Pont de Suert, 10 de marzo de 1954) es un paleógrafo, filólogo e historiador de la cultura.
Es catedrático de la Universidad Autónoma de Barcelona, inicialmente de Filología Latina (desde 1976) y posteriormente de Paleografía, Codicología y Diplomática (desde 1992), cuando sustituyó a su maestro, Anscari M. Mundó. Doctor en Filología clásica, es especialista en la Alta Edad Media, en particular en el campo de la Historia cultural, no sólo de Cataluña y España, sino también de Europa.
Desde 1994 es miembro del Comité International de Paléographie Latine. También es miembro de la Société nationale des antiquaires de la France (2013), miembro correspondiente de la Real Academia de Buenas Letras de Barcelona (2007), miembro honorario de la Societat Catalana de Numismàtica y miembro de la Societat Catalana d'Estudis Litúrgics (Institut d'Estudis Catalans).  Ha sido Directeur d'Études invité en  la École Pratique des Hautes Études de París. Dentro del proyecto Monumenta Palaeographica Medii Aevi, es el director de las Series Hispanica. En 2017 publicó las Chartae Latinae Antiquiores Cataloniae, donde edita los documentos originales más antiguos conservados en los archivos y bibliotecas de Cataluña, cien diplomas.
Ha sido galardonado, entre otros, con el Premio Ciudad de Barcelona (1982) por su obra L'arxiu antic de Santa Anna de Barcelona del 942 al 1200. (Aproximació històrico-lingüística), y con el  Premio Crítica Serra d'Or (2004), por su libro Història del llibre manuscrit a Catalunya, la primera aproximación al tema en Cataluña y España, donde ha precisado los conceptos de scriptorium, biblioteca y copista El 13 de diciembre de 2021, recibió la Creu de Sant Jordi “por su contribución al ámbito de la paleografía, codicología y diplomática, y sus aportaciones primordiales a la historia de la literatura y el arte medieval del período románico de Cataluña”.
Es autor de una extensa y variada producción científica, con más de trescientas publicaciones, que incluyen la edición crítica de diplomatarios medievales, y la recuperación y estudio de fragmentos de códices, con la identificación de manuscritos tan singulares como el testimonio más antiguo del Liber de dono perseuerantiae de Agustín de Hipona, o del Pamphilus, o del Jaufré, o de la peregrinación de Egeria (viajera), entre otros. También ha estudiado y editado textos literarios medievales, como los sermones atribuidos al obispo y Abad Oliva o del gramático Borrell Guibert, y de inscripciones epigráficas medievales. Otro campo de su interés han sido los glosarios latinos medievales, y la difusión en particular del Liber glossarum. En 2019 dio a conocer una edición completamente nueva del Planctus monialis transmitido por el ms. Vat. lat. 3251 y, a su vez, otra versión desconocida procedente del Monasterio de Santa María de Obarra.
Ha identificado los copistas de numerosos códices, fragmentos de manuscritos y diplomas anónimos. En el campo de la historia de la escritura ha dedicado una atención especial a la escritura visigótica y a la carolina.
En octubre de 2021, con Tània Alaix, identificó el autor más antiguo conocido de un texto en catalán en la persona del subdiácono Ramon de Cabó. Así mismo, ha propuesto nuevas dataciones para los primeros testimonios escritos en catalán, la traducción catalana del Liber Iudiciorum, conservada en la Seo de Urgel y en el Monasterio de Montserrat, y las Homilías de Orgaña de la Biblioteca de Cataluña.

## Libros
- L’Arxiu Antic de Santa Anna de Barcelona (Fons de Santa Anna i de Santa Eulàlia del Camp) del 942 al 1200: aproximació històrico-lingüística, 3 vol., (1985)
- Diplomatari de Polinyà del Vallès: aproximació a la història d'un poble del segle X al XII (1985)
- Mundó, Anscari M.Obres completes. 1, De la romanitat a la sobirania. (1997)
- Diplomatari d’Alguaire i del seu monestir santjoanista, de 1076 a 1245 (1999)
- Studia in codicum fragmenta (1999)
- El llibre manuscrit a Catalunya: orígens i esplendor (2000; 2d ed. 2001)
- Liber iudicum popularis ordenat pel jutge Bonsom de Barcelona, ed. por J. Alturo, J. Bellés, J.M. Font i Rius, Y. García, A.M. Mundó (2003)
- Història del llibre manuscrit a Catalunya (2004)
- El Llibre i la lectura: de l’antigüitat a l'època moderna (2008)
- El calze i la lira entre reixes: culte i textos clandestins dins la Presó Model de Barcelona (1937) (2008)
- Diplomatari d’Alguaire i del seu monestir duple de Sant Joan de Jerusalem (1245 a 1300) (2010)
- Memòries de la Guerra Civil i notes parroquials de postguerra de Mn. Joan Agut i Ribera, rector de Santa Maria de Montmaneu (2011)
- La Producció i circulació de llibres clandestins des de l'antiguitat fins als nostres dies: actes de les segones Jornades internacionals sobre història del llibre i de la lectura: 20 i 21 d'octubre de 2010, ed. por J. Alturo, M. Torras y A. Castro (2012)
- La Escritura visigótica en la Península Ibérica: nuevas aportaciones, Jornadas Internacionales ed. por J. Alturo, M. Torras y A. Castro (2012)
- Alturo, J., y T. Alaix. L’església de Sant Salvador de Polinyà i les seves pintures (2016)
- Alturo, J., y T. Alaix. Chartae Latinae Antiquiores Cataloniae, 3 vol., (2017-18) (en inglés)
- Alturo, J., y T. Alaix. Mil cent anys de la vila i de la parròquia de Santa Maria de Llinars (2019)
- Alturo, J., y T. Alaix. L’antependi de Sant Martí de Lleida a Baltimore i altres obres de l’art medieval català (2020)
- Alturo, J., y T. Alaix. El canonge Adanagell de Vic (ca. 860-925), llavor de noves semences: la cultura a la diòcesi d’Osona en els primers temps carolingis (2021)